# Krásná Junie
Krásná Junie (v originále La Belle Personne) je francouzský hraný film z roku 2008, který režíroval Christophe Honoré jako volnou adaptaci románu Kněžna de Clèves od Madame de La Fayette. Snímek měl světovou premiéru na filmovém festivalu v San Sebastiánu dne 10. března 2008.

## Děj
Film vypráví o dospívající Junii, která po smrti své matky změní střední školu a začne bydlet v domě své tety, strýce a bratrance Matthiase.
Matthias seznamuje Junii se skupinou svých přátel. S Junií flirtují Matthiasovi spolužáci. S jedním z nich, Ottem, začne její romantický vztah. Juniin učitel italštiny, svůdný Nemours se do ní zamiluje. Ale Junie lásku odmítá ze strachu, že ji zničí.

## Obsazení
| Léa Seydouxová            | Junie de Chartres                                                  |
| Louis Garrel              | Jacques Nemours                                                    |
| Grégoire Leprince-Ringuet | Otto                                                               |
| Esteban Carvajal Alegria  | Matthias de Chartres                                               |
| Anaïs Demoustierová       | Catherine                                                          |
| Agathe Bonitzer           | Marie Valois                                                       |
| Simon Truxillo            | Henri Valois                                                       |
| Jacob Lyon                | Jacob                                                              |
| Esther Garrel             | Esther                                                             |
| Clotilde Hesme            | paní de Tournon                                                    |
| Valérie Lang              | Florence Perrin, profesorka dějepisu a Nemoursova bývalá snoubenka |
| Chantal Neuwirth          | Nicole, majitelka kavárny                                          |
| Jean-Michel Portal        | Estouteville, profesor matematiky                                  |
| Dominic Gould             | profesor angličtiny                                                |
| Alice Butaud              | profesorka ruštiny                                                 |
| Chiara Mastroianniová     | dívka v kavárně                                                    |
| Gabriel Attal             | student                                                            |

## Ocenění
- Mezinárodní frankofonní filmový festival v Namuru: Bayard d'Or pro nejlepší herečku (Léa Seydoux)
- César: nominace v kategoriích nejslibnější herečka (Léa Seydouxová), nejslibnější herec (Grégoire Leprince-Ringuet), nejlepší adaptace (Christophe Honoré a Gilles Taurand)
- Cena Jacquese Préverta za scénář: nominace na nejlepší adaptaci (Christophe Honoré a Gilles Taurand)